# Melanie Lahmer
Melanie Lahmer (* 1974 in Rotenburg an der Fulda) ist eine deutsche Autorin.

## Leben
Lahmer studierte Erziehungswissenschaften, Psychologie sowie Soziologie und war als Redakteurin tätig. Sie lebt mit ihrem Ehemann und drei Töchtern in Siegen.
Sie schrieb zunächst Kolumnen und Kurzkrimis. 2009 veröffentlichte Lahmer ihren ersten Kriminalroman „Knochenfinder“, 2014 folgte mit „Kuckucksbrut“ eine weitere Folge um die Protagonistin Natascha Krüger von der Siegener Kripo. 2016 und 2017 schrieb sie unter einem Pseudonym zwei Liebesromane.
Melanie Lahmer ist Mitglied bei den Mörderischen Schwestern, der Vereinigung deutschsprachiger Krimiautorinnen.

## Auszeichnungen
- Auszeichnung mit einem Artist-in-Residence-Stipendium im Stiftung Künstlerdorf Schöppingen von der Kunststiftung NRW für den Debütroman „Knochenfinder“ (2009)
- Amazon-Autorenpreis „Entdeckt!“ für neue deutschsprachige Autoren (2012)

## Schriften
Kriminalromane
- Knochenfinder. Bastei Lübbe 2009 (3. Aufl. 2013), ISBN 978-3-404-16669-5
- Kuckucksbrut. Bastei Lübbe 2015, ISBN 978-3-404-17142-2
- Kuckucksspiel. Nova MD 2022, ISBN 978-3-969-66515-2

Sachbücher
- Mit Kurt Siewers auf dem Sofa: Ein Blog für alle Fälle, Wunderwald-Verlag 2008, ISBN 978-3-940-58212-6 (Kolumnen)
- 11 Schritte ins Glück – Nachhaltiges Leben für Einsteiger ISBN 978-3-7481-5840-0